# 零点
複素解析における正則函数 f の零点（れいてん、ゼロてん、英: zero）は函数が非自明でない限り孤立する。零点が孤立することは、一致の定理あるいは解析接続の一意性の成立において重要である。
孤立零点には重複度 (order of multiplicity) が定まる。代数学における類似の概念として非零多項式の根の重複度（あるいは重根）が定義されるが、多項式函数はその不定元を複素変数と見れば整函数を定めるから、これはその一般化である。

## 零点が孤立すること
以下、U はガウス平面 ℂ の開集合、f: U → ℂ は正則で、U の元 a は f の零点 (f(a) = 0) とする。このとき函数 f は、適当な半径 r の開円板 D(a; r) ⊂ U において、整級数
{\displaystyle f(z)=\sum _{k=1}^{\infty }\alpha _{k}(z-a)^{k}\quad (\forall z\in D(a;r))}
に展開することができる。ここで定数項は α0 = f(a) = 0 だから、添字は 1 から始まっていることに注意。また各項の係数は αk = f(k)(a)⁄k! で与えられる。
定義 (孤立零点)複素函数 f の零点 a が孤立するとは、それが f の零点集合の孤立点となる（すなわち、a を中心とする十分小さな円板をとれば、その中に含まれる f の零点が a のみであるようにすることができる）ときに言う。
上記の級数展開において、以下の二者択一が考えられる:
1. 任意の整数 k > 0 に対して αk = 0、すなわち f は D(a; r) 上恒等的に消えている。この場合、零点 a は孤立しない。
2. さもなくば、零でない係数を持つ最小の項の添字、すなわち αn ≠ 0 かつ αk = 0 (k < n) を満たす n > 1 が存在して、上記の級数を
{\displaystyle f(z)=\sum _{k=n}^{\infty }\alpha _{k}(z-a)^{k}=(z-a)^{n}g(z),\quad (g(z)=\sum _{\ell =0}^{\infty }\alpha _{\ell +n}(z-a)^{\ell })}
の形に書くことができる。ここに、函数 g は g(a) = αn ≠ 0 を満たす解析函数となる。g の a における連続性により、適当な実数 r (0 < r1 < r) が存在して、開円板 D(a; r1) 上で g が消えないようにすることができるから、まとめると
{\displaystyle f(z)=(z-a)^{n}g(z),\quad g(z)\neq 0\quad (\forall z\in D(a;r_{1}))}
となり、f は D(a; r1) 上 a のみで消える。すなわち、a は孤立零点である。

以上のことを、以下の定義および定理にまとめることができる。
定義 (零点の重複度)
正則函数 f の孤立零点 a の重複度が n であるとは、自然数 n が、任意の自然数 k < n に対して f(k)(a) = 0 かつ f(n)(a) ≠ 0 を満たすときに言う。このとき a は n-位の零点であるという。また、n = 1 のときは a を単純零点 (simple zero) とも呼ぶ。
a が f の n-位の孤立零点であるための必要十分条件は、U に含まれる適当な開円板 D(a; r) 上で定義された正則函数 g が存在して、f(z) = (z − a)ng(z) (∀z ∈ D(a; r)) かつ g(a) ≠ 0 が満たされることである。
定理 (孤立零点の原理)f の零点 a が孤立しないならば、U に属する適当な円板 D(a; r) 上で f は恒等的に消えている。

## 例
a を複素数とし、複素函数 f を
{\displaystyle f\colon \mathbb {C} \to \mathbb {C} ;\;z\mapsto \exp(z)-\exp(a)-(z-a)\exp(a)}
と定めれば、これは整函数（つまり ℂ の全域で正則）で、2-位の孤立零点である。実際、f(a) = f'(a) = 0 だが f"(a) ≠ 0 となることは容易に確かめられる。

## 応用
孤立零点の原理から、以下のような原理が導かれる。

### 解析的延長の原理
以下、U は ℂ の領域（連結開集合）とし、f1, f2 は U 上で定義された正則函数とする。
定理 (一致の定理)等化集合 {z ∈ U  | f1(z) = f2(z)} が少なくと一つの集積点（非孤立点）を持つならば。U 上恒等的に f1 = f2 が成り立つ。
定理 (一致の定理)点 a ∈ U および a と異なる点からなる U 内の点列 (zn) で a に収束するものが存在して、任意の n に対して f1(zn) = f2(zn) が成り立つならば、U 上恒等的に f1 = f2 が成り立つ。
例えば、U を ℂ 内の連結開集合で、実数直線 ℝ 内の少なくとも二点を含む区間 I（ゆえに I の各点は孤立しない）を含むものとすると、
定理U 上で定義された正則函数 f1, f2 が I 上で一致するならば、U の全域で一致する。
このことは、ℂ 内の区間 I 上で定義された函数を、I を含む ℂ 内の連結開集合 U 上で定義された解析函数に延長する方法は高々一つしか許されないことを意味している。
- つまり例えば、複素指数函数は、実変数の指数函数の ℂ への唯一の解析的延長である。
- 函数関係不変の法則: 例えば実数の対 x, y に対して等式 exp(x + y) = exp(x)exp(y) の成立はよく知られているが、解析接続により、x, y は任意の複素数としてこの等式は成り立つ。実際、
  - y を実数として、ℂ（これも連結開集合）上で定義される二つの正則函数 f1, f2 を f1(z) = exp(z + y) および f2(z) = exp(z)exp(y) と置けば、これら二つは ℝ 上で一致するから、一致の定理により、ℂ 上で一致する。つまり、z を複素数として、任意の実数 y に対し exp(z + y) = exp(z)exp(y) が成り立つ。
  - z を複素数として、ℂ 上定義される二つの正則函数 f3, f4 を f3(u) = exp(z + u) および f4(u) = exp(z)exp(u) と置けば、（一つ前で見たとおり）これら二つは ℝ 上一致するから、（一致の定理により）ℂ 上で一致する。すなわち、任意の複素数 u および z に対して exp(z + u) = exp(z)exp(u) は成り立つ。

### 零点の数
偏角の原理を用いれば、与えられた正則函数に対して適当な円板上に存在する零点の数を（重複度を込めて）数えることができる。
定理 ― 複素函数 F が閉円板 D の近傍で正則で、かつ円板の境界上で消えていないものとすれば、F の D 内に存在する零点の総数は
{\displaystyle {\frac {1}{2\pi i}}\oint _{\partial D}{\frac {F'(\xi )}{F(\xi )}}\,{\mathit {d\xi }}}
で与えられる。
この定理はベッセル関数の零点を計算するのにも用いられる(Kravanja et al. (1998))。

## 零点の数値計算
解析関数の零点を数値的に求める手法についてはKravanja et al. (2000)、Johnson & Tucker (2009)を参照せよ。